# 聖埃萊納縣
2°14′S 80°51′W / 2.233°S 80.850°W
聖埃萊納縣（西班牙語：Cantón Santa Elena），是厄瓜多爾的縣份，位於該國西部，由聖埃倫娜省負責管轄，始建於1839年1月22日，面積3,669平方公里，海拔高度540米，2010年人口144,076，人口密度每平方公里39.27人。